# Francesc Galceran de Lloris i de Borja
Francesc Galceran de Lloris i de Borja (València, 1470 - Roma, 22 de juliol de 1506) bisbe de Terni i Elna i cardenal. Membre de la poderosa família dels Borja i renebot del també valencià i papa Alexandre VI. A vegades anomenat com a Hiloris, Iloris, Loriz, Loriz, Loritz, Loris i Willoritz o, simplement, el cardenal d'Elna.

## Biografia
Era fill de Pere Jofre de Lloris i d'Isabel de Borja i Navarro d'Alpicat i germana de Caterina, que es va casar amb el seu cosí germà Galceran de Borja, fill del cardenal Joan de Borja i Navarro d'Alpicat (1446-1503?).
La seva vida és un bon exemple del nepotisme. Fou secretari i, després, tresorer del cardenal Roderic Llançol i de Borja, conegut com a Roderic de Borja. El qual, en esdevenir el papa Alexandre VI, en 1492, el nomenà tresorer general de la Cambra Apostòlica. Posteriorment rebé ministeris i beneficis eclesiàstics.
Va ser promogut com a bisbe de Terni a l'Apúlia. L'any següent esdevenia bisbe d'Elna en ser secularitzat el seu predecessor Cèsar Borja, fill d'Alexandre VI. Fou bisbe d'aquesta seu sense deixar de residir a Roma. L'any 1500 escollí com a vicari general de la diòcesi d'Elna al canonge valencià Pere Sort. També va ser nomenat bisbe administrador de Valença i Dia entre 1503 o 1505.
El papa Alexandre VI el va elevar a cardenal en el consistori del 31 de maig de 1503, rebent el títol de cardenal diaca de Santa Sabina. Aquest mateix any és, també, arquebisbe de Trani a la regió de Pulla.
Posteriorment canvià a titular de Santa Maria Nuova. Francesc Galceran de Lloris va ser present en l'elecció del papa Pius III el 1503. Però la mort del papa el portà a nou conclave, aquell mateix any, on va ser escollit papa Juli II.
L'agost de 1503 va ser promogut a patriarca llatí de Constantinoble el 9 d'agost de 1503 (succeint al seu oncle Joan de Borja Llençol de Romaní, el major). També va ser noment abat comendatari de Santa Maria de Ripoll l'any 1506, però el rei Ferran II el Catòlic no reconegué el nomenament, ja que entenia que corresponia a la corona catalanoaragonesa. Però aquell mateix any, Francesc Galceran de Lloris i de Borja morí a Roma a 36 anys.